# Ninth United States Army
La Ninth United States Army fu un'armata dell'Esercito degli Stati Uniti, attiva sul fronte occidentale della seconda guerra mondiale dal 1944 al 1945.
Creato negli Stati Uniti nel maggio 1944, il quartier generale dell'armata, diretto per tutta la durata della guerra dal generale William Hood Simpson, fu trasferito nel Regno Unito nel giugno seguente e quindi inserito sulla linea del fronte in settembre; sotto l'egida del Twelfth United States Army Group, il suo primo impiego fu quello di comando delle forze statunitensi schierate in Bretagna, dirigendo in particolare la conquista del porto di Brest. Portata all'inizio di ottobre sulla linea del fronte principale ai confini della Germania nazista, la Ninth Army operò nella Renania settentrionale nel corso della campagna della Linea Sigfrido avanzando fino alla linea del fiume Roer; dopo l'inizio dell'offensiva delle Ardenne l'armata rimase schierata in posizione difensiva, passando sotto la direzione strategica del 21st Army Group britannico.
Nel febbraio 1945 la Ninth Army prese parte alla campagna della Renania, sferrando una massiccia offensiva oltre il corso del Roer (operazione Grenade) e partecipando all'assalto alleato oltre il fiume Reno (operazione Plunder). Tornata sotto la direzione del Twelfth Army Group in aprile, l'armata contribuì alla formazione ed eliminazione della "sacca della Ruhr", per poi avanzare nella Germania centrale fino a raggiungere la linea del fiume Elba dove rimase attestata fino alla fine della guerra nel maggio 1945. La Ninth Army svolse quindi compiti di occupazione nella Germania centrale fino al giugno 1945, quando fu rimpatriata negli Stati Uniti; il quartier generale dell'armata venne infine formalmente disattivato nell'ottobre 1945.

## Storia

### Creazione
Il quartier generale della futura Ninth Army fu attivato formalmente il 5 maggio 1944 presso la base militare di Fort Sam Houston in Texas con la designazione iniziale di Headquarters Eighth Army, tramite la scissione del personale di stato maggiore della preesistente Fourth United States Army e in vista di un suo prossimo trasferimento nel teatro bellico dell'Europa occidentale; il generale William Hood Simpson, già alla guida della Fourth Army, passò a comandare la nuova armata. L'11 maggio Simpson stesso e un gruppo selezionato di ufficiali del suo stato maggiore si trasferirono in volo dagli Stati Uniti al Regno Unito, raggiungendo Londra il 12 maggio al fine di prendere confidenza con lo svolgimento delle operazioni nel teatro europeo tramite visite ai quartier generali delle due armate statunitensi già attive nel Regno Unito (la First e Third United States Army) e preparare il trasferimento del resto delle truppe dell'armata; poco tempo dopo, il comandante supremo delle forze degli Alleati occidentali generale Dwight D. Eisenhower ordinò di cambiare la designazione della nuova armata in Ninth United States Army, al fine di evitare qualunque confusione con la preesistente Eighth Army dell'Esercito britannico.
Il corpo centrale dello stato maggiore della Ninth Army lasciò New York per nave il 22 giugno 1944, raggiunse Glasgow il 28 giugno seguente e stabilì quindi il suo quartier generale presso il Clifton College di Bristol; come primo incarico, la Ninth Army ricevette il compito di gestire l'arrivo, l'equipaggiamento e l'addestramento delle nuove unità statunitensi che giornalmente sbarcavano nel Regno Unito dagli Stati Uniti, curando poi il loro trasferimento verso il nuovo fronte stabilito in Normandia. Il trasferimento dell'armata al fronte fu portato a termine tra il 29 e il 30 agosto quando, diviso in due colonne, lo stato maggiore della Ninth Army salpò da Southampton per sbarcare a Utah Beach in Normandia; il quartier generale della Ninth Army fu quindi stabilito il 3 settembre in un campo tendato in una foresta a nord-est di Rennes, e il successivo 5 settembre l'armata divenne un comando operativo rilevando dalla Third Army il controllo di tutte le unità statunitensi schierate in Bretagna.

### Brest e la Linea Sigfrido

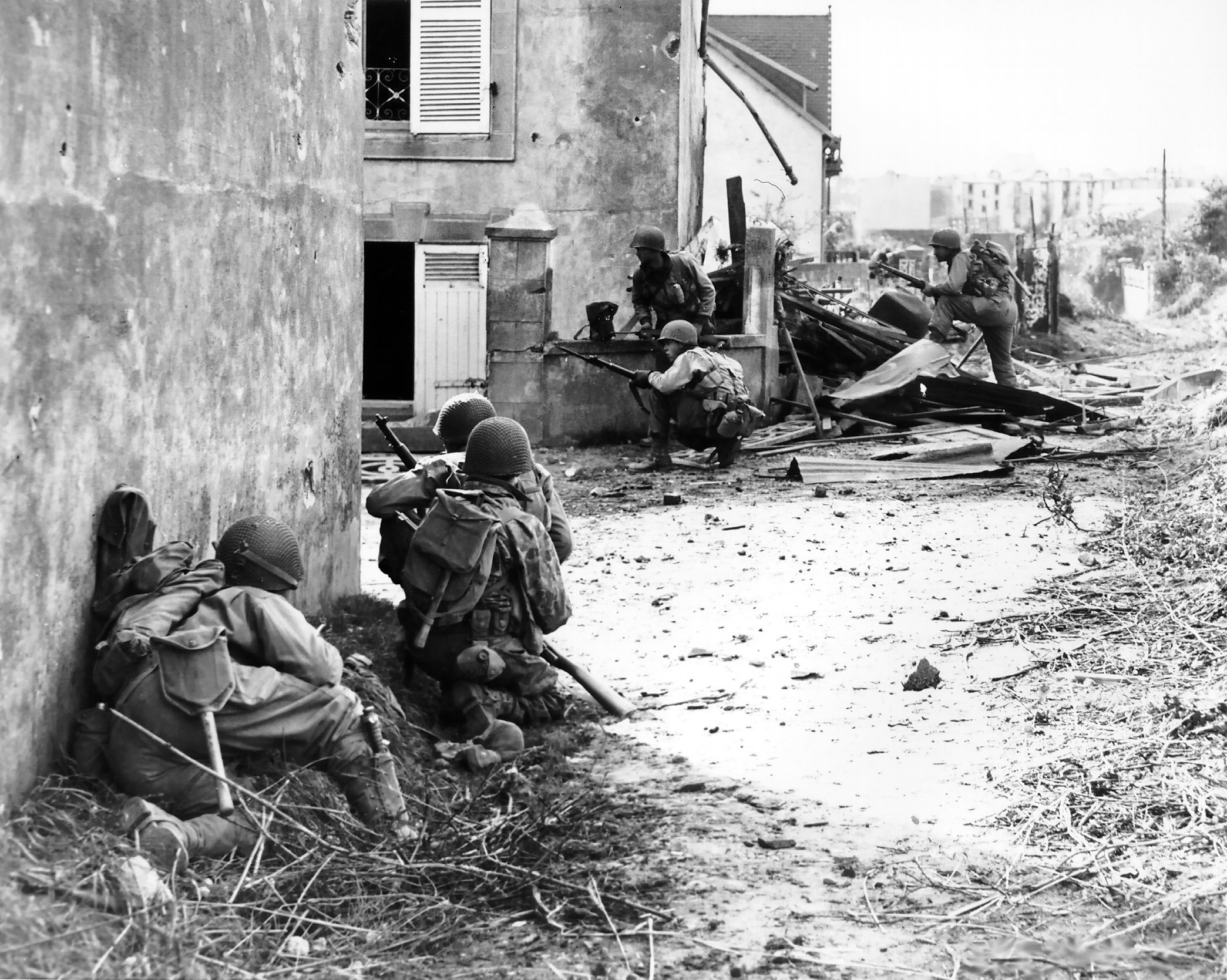
Fanti statunitensi in azione nelle strade di Brest durante la battaglia per la liberazione della città nel settembre 1944

Sotto l'egida del Twelfth United States Army Group del generale Omar Bradley, il primo compito assegnato alla Ninth Army di Simpson fu quello di proteggere il fianco meridionale delle forze alleate dalla foce della Loira alla zona di Orléans e di neutralizzare le guarnigioni tedesche asserragliate nei porti della costa nord-occidentale della Francia, rimaste tagliate fuori dallo sfondamento operato dagli Alleati sul fronte della Normandia e dalla conseguente liberazione di gran parte dell'entroterra francese; obiettivo centrale era in particolare la cattura dello strategico porto di Brest, assediato sin dal 7 agosto precedente dal VIII Corps del generale Troy H. Middleton, passato sotto la direzione della Ninth Army. La battaglia di Brest si rivelò un'operazione impegnativa, vista l'ostinata resistenza opposta dalla guarnigione tedesca asserragliata dietro imponenti opere fortificate: l'offensiva finale per prendere Brest fu lanciata l'8 settembre, ma fu necessario attendere il 20 settembre perché gli ultimi reparti tedeschi capitolassero. La campagna per prendere Brest fruttò agli statunitensi più di 37000 prigionieri di guerra e inflisse ai tedeschi altre 4000 perdite in combattimento, ma costò anche ai ranghi del VIII Corps circa 3000 tra morti e feriti; cosa più importante, le strutture portuali di Brest furono estesamente demolite dai tedeschi prima della capitolazione, rendendo inutile la loro cattura ai fini logistici degli Alleati. In ragione di questo deludente risultato, Eisnehower ordinò di non procedere con la conquista degli altri due porti fortificati bloccati dai reparti della Ninth Army, Lorient e Saint-Nazaire, e di limitarsi a contenere le guarnigioni tedesche rimaste al loro interno.

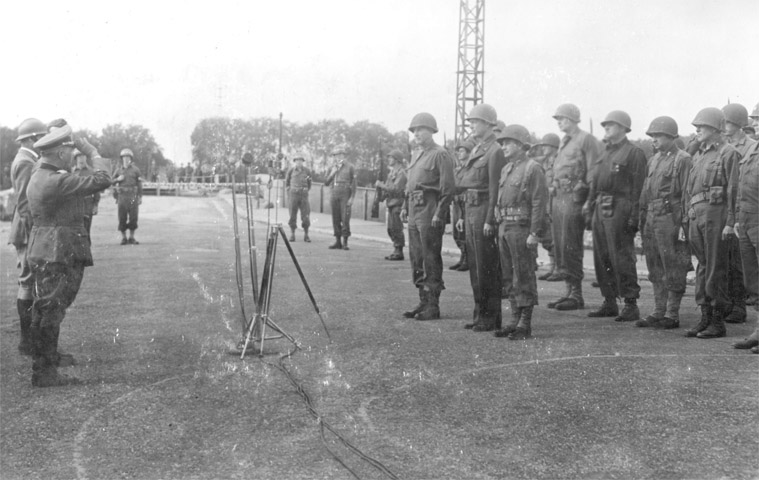
Il generale tedesco Botho Henning Elster si arrende con i suoi uomini alle forze della Ninth Army a Châteauroux il 16 settembre 1944

Nella seconda metà di settembre 1944 le truppe della Ninth Army si dedicarono principalmente a riparare le linee di comunicazione danneggiate e addestrare i reparti statunitensi appena giunti nel teatro di operazioni; l'armata portò a termine anche alcune operazioni a sud della Loira volte a rastrellare unità tedesche rimaste isolate dall'avanzata alleata in Francia: il 16 settembre, in particolare, circa 20000 tedeschi si consegnarono prigionieri a Châteauroux ai reparti della Ninth Army. Il 24 settembre l'alto comando alleato ordinò di avviare il trasferimento della Ninth Army a est alla volta del fronte principale ai confini della stessa Germania, prendendo posizione in mezzo tra la First Army a nord e la Third Army a sud; il 29 settembre il quartier generale dell'armata si mise quindi in marcia, stabilendosi il 2 ottobre ad Arlon nel Belgio sud-orientale. Il settore di competenza assegnato alla Ninth Army lungo il fronte degli Alleati andava da Sankt Vith a nord a Bollendorf a sud, fronteggiato sull'altro lato dalle fortificazioni di frontiera tedesche della "Linea Sigfrido". La missione assegnata all'armata, composta fondamentalmente ancora dal solo VIII Corps di Middleton, era puramente difensiva, dovendo principalmente rilevare le unità della First e Third Army dal presidio del fronte in modo che potessero concentrarsi nei loro attacchi alle difese tedesche: pertanto, le operazioni in questo periodo si limitarono solo ad alcuni pattugliamenti e incursioni su piccola scala. Pochi giorni dopo aver assunto il comando del nuovo settore, il 10 ottobre il quartier generale della Ninth Army ricevette l'ordine di preparare lo spostamento in una diversa zona del fronte, prendendo posizione sul fianco settentrionale della First Army a nord di Aquisgrana e andando così a costituire l'elemento di giunzione tra il 21st Army Group anglo-canadese del feldmaresciallo Bernard Law Montgomery e il Twelfth United States Army Group di Bradley. Questa decisione fu apparentemente dettata da considerazioni di ordine "politico": Montgomery stava facendo pressione su Eisenhower per farsi assegnare il controllo dell'armata statunitense schierata più vicino al suo gruppo d'armate, al fine di compensare le carenze di organico delle provate unità britanniche; ponendo la Ninth Army al confine tra i due gruppi d'armate, Bradley intendeva così evitare che Montgomery potesse assumere il controllo della First Army, l'unità statunitense con maggiore esperienza bellica sul fronte occidentale, conservandola nei ranghi del Twelfth Army Group.

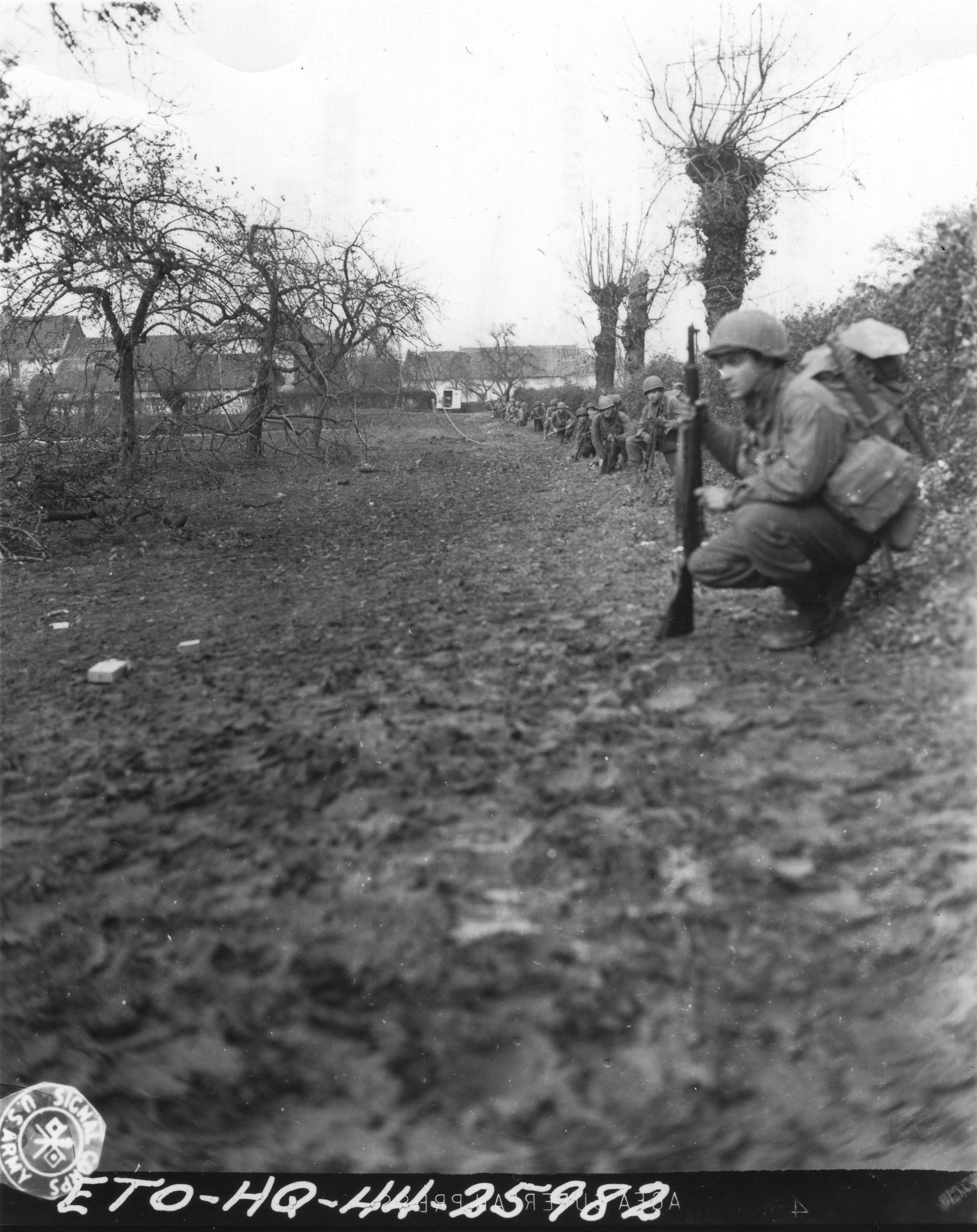
Truppe della 30th Infantry Division attendono l'ordine di attacco nei pressi di Euchen durante le operazioni della Ninth Army in Renania nel novembre 1944

Il 22 ottobre il quartier generale della Ninth Army si trasferì nella sua nuova sede di Maastricht nel sud dei Paesi Bassi. Lo spostamento delle truppe avvenne solo sulla carta, visto che la Ninth Army cedette alla First Army il controllo del VIII Corps per assumere invece quello del XIX Corps del generale Raymond S. McLain, già schierato in linea lungo il fronte tra Maaseik a nord e Aquisgrana a sud e in precedenza sotto il comando della First Army; l'armata di Simpson assunse anche il controllo del XIII Corps del generale Alvan Cullom Gillem Jr., in fase di costituzione nell'area di Tongeren in Belgio e portato quindi in linea il successivo 8 novembre sul fianco settentrionale del XIX Corps. Nella sua nuova posizione alla Ninth Army fu assegnato un ruolo più attivo, dovendo proteggere il fianco sinistro della First Army nel corso delle rinnovate offensive contro la Linea Sigfrido previste per il novembre 1944, con l'obiettivo finale di spingersi fino alle rive del Reno. La prima delle azioni offensive delle forze di Simpson ebbe inizio il 16 novembre: la battaglia di Aquisgrana dell'ottobre precedente aveva consentito al XIX Corps di aprirsi una via attraverso le fortificazioni della Linea Sigfrido, ma aveva lasciato in mano ai tedeschi un saliente incentrato sulla città di Geilenkirchen più a nord, piazzato proprio in mezzo al confine tra il 21st Army Group e il Twelfth Army Group; l'eliminazione di questo saliente fu quindi affidata a un attacco a tenaglia del XIII Corps da sud e del XXX Corps britannico da nord. L'attacco anglo-statunitense (operazione Clipper) portò a pesanti combattimenti con i difensori tedeschi nel clima invernale, protrattisi fino al 22 novembre seguente: il saliente venne infine eliminato, seppur al prezzo di sensibili perdite per gli Alleati.
L'operazione Clipper fu un'azione sussidiaria a una più vasta offensiva sferrata in contemporanea dalla First Army più a sud, l'operazione Queen, cui anche la Ninth Army collaborò tramite l'impiego del XIX Corps di McLain, schierato lungo il fronte tra Geilenkirchen a nord e Würselen a sud. Gli attacchi sferrati a partire dal 16 novembre portarono a scontri molto pesanti con i tedeschi, i quali sferrarono vari contrattacchi impiegando anche le loro scarne riserve di truppe corazzate; il terreno aperto che favoriva il fuoco a lunga gittata di cannoni e mitragliatrici tedesche, unito alle piogge abbondanti che trasformavano le campagne in pantani di fango, rallentarono notevolmente la progressione delle truppe di McLain. L'avanzata del XIX Corps si arrestò il 22 novembre per riorganizzarsi ma riprese vigore il 26 novembre, mentre il 29 novembre anche il XIII Corps di Gillem si univa all'offensiva attaccando verso est dall'appena conquistata zona di Geilenkirchen; l'azione si concluse poi il 14 dicembre con il raggiungimento degli obiettivi prefissati: dopo un'avanzata compresa tra i 13 e i 20 chilometri di profondità lungo un fronte di 18 chilometri, la Ninth Army raggiunse infine la sponda occidentale del fiume Roer tra le città di Linnich a nord e Altdorf a sud, e qui si attestò. Le perdite riportate dall'armata nel corso dell'operazione Queen ammontarono a circa 10000 uomini, tra cui più di 1100 caduti e più di 6800 feriti, pur infliggendo ai tedeschi più di 6000 morti e 8300 prigionieri.

### La campagna di Renania

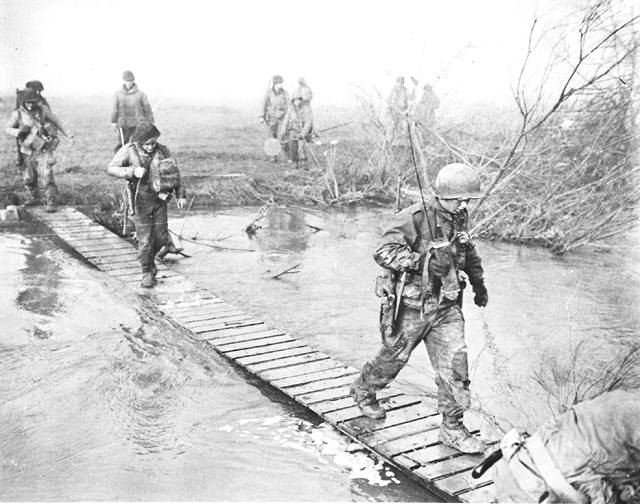
Soldati della 30th Division statunitense attraversano il Roer durante l'operazione Grenade del febbraio 1945

Il raggiungimento della linea del Roer segnò per la Ninth Army l'avvio di un lungo periodo di stasi delle operazioni, fatta eccezione per alcune scaramucce minori volte a consolidare il possesso per gli statunitensi della sponda occidentale del fiume. I piani prevedevano per la Ninth Army un assalto attraverso il fiume come parte di una più ampia offensiva, coordinata con la confinante First Army, volta a raggiungere le rive del Reno nella zona di Colonia, per poi piegare a nord e distruggere le ultime forze tedesche rimaste a occidente del Reno; nessun attraversamento del Roer poteva tuttavia essere tentato fino a che i tedeschi avessero mantenuto il possesso di un complesso di dighe situato a monte del fiume, a nord-est di Monschau: facendole saltare al momento opportuno, i tedeschi potevano inondare tutto il tratto del Roer più a valle, spazzando i ponti gettati dagli statunitensi e isolando i reparti della Ninth Army approdati sulla sponda orientale, esponendoli alla distruzione. Le dighe si trovavano nel settore della First Army, ma un attacco volto alla loro conquista, sferrato in conclusione all'operazione Queen, non aveva portato ad alcun risultato; prima che gli statunitensi potessero riprovarci, il 16 dicembre i tedeschi sferrarono una massiccia offensiva nelle Ardenne contro il fianco meridionale della First Army, che dovette accantonare qualsiasi proposito di attacco per concentrarsi nella difesa del settore attaccato.
La Ninth Army non venne coinvolta nella battaglia delle Ardenne: l'armata si privò di varie divisioni per aiutare la confinante First Army a fronteggiare l'attacco tedesco, ripiegando su una stretta condotta difensiva delle posizioni lungo il Roer; il 22 dicembre l'armata ampliò il fronte di sua competenza rilevando dalla First Army il controllo della linea tra Jülich a nord e Simmerath a sud. Visto che i tedeschi stavano scavando un ampio saliente nel fronte del Twelfth Army Group, il 20 dicembre Eisenhower decise porre sotto il controllo del 21st Army Group di Montgomery tanto la Ninth quanto la First Army statunitensi, rimaste a nord del settore di sfondamento, lasciando a Bradley il controllo della sola Third Army schierata ora sul lato sud del saliente tedesco. Questa decisione toccava una sensibile questione politica, visto che Montgomery insisteva perché al suo gruppo d'armate venisse assegnato il ruolo principale nell'imminente offensiva verso il Reno e il cuore della Germania con conseguenze priorità nell'assegnazione delle risorse, cosa ovviamente avversata da Bradley e dal comando del Twelfth Army Group. Eisenhower risolse la questione in maniera salomonica: arrestata l'offensiva tedesca nelle Ardenne ed eliminato il saliente scavato nel fronte alleato, alla fine di gennaio 1945 la First Army tornò sotto il controllo di Bradley; la Ninth Army di Simpson rimase assegnata al 21st Army Group e inserita nei piani di quest'ultimo volti alla conquista della Renania settentrionale, ma una volta che le forze di Montgomery avessero passato il Reno l'armata sarebbe tornata sotto il controllo di Bradley.

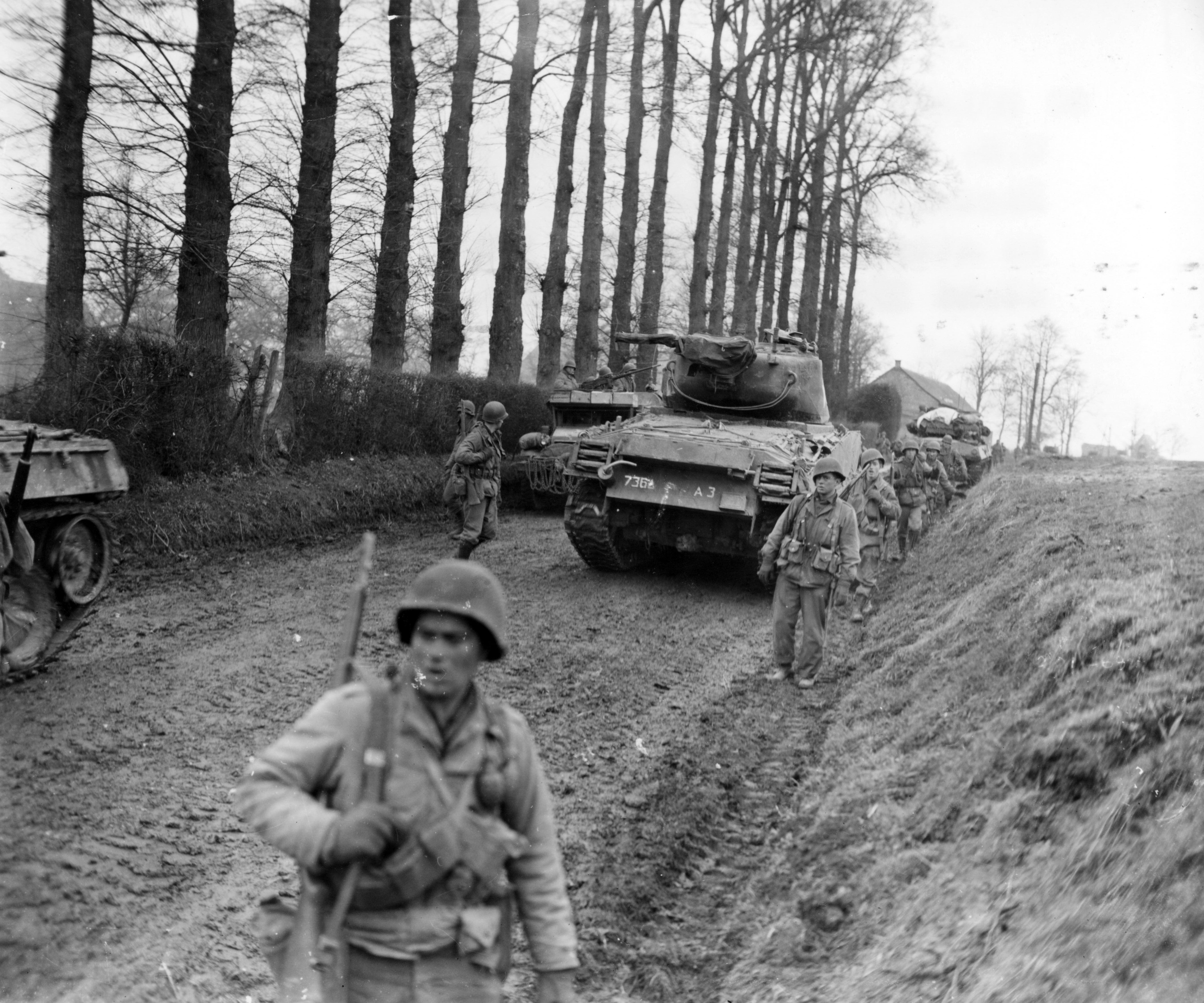
Carri e truppe della Ninth Army in marcia nelle campagne della Renania nel febbraio 1945

Risolta la crisi nelle Ardenne, alla fine di gennaio 1945 la Ninth Army iniziò i preparativi per l'assalto attraverso il Roer: il fronte di competenza dell'armata venne accorciato sul fianco meridionale e ampliato su quello settentrionale, consolidandosi in una linea da Roermond a nord a Jülich a sud; la Ninth Army si componeva ora di tre corpi d'armata, con l'aggiunta agli originari XIII e XIX Corps del nuovo XVI Corps del generale John B. Anderson, portato in linea nel gennaio 1945. Nei piani di Montgomery la Ninth Army doveva costituire il braccio meridionale di un attacco a tenaglia, portato a nord dalla First Canadian Army nella striscia di terra compresa tra la Mosa e il Reno; l'attacco della First Canadian Army iniziò come previsto l'8 febbraio 1945 (operazione Veritable), mentre la Ninth Army doveva partire all'assalto due giorni dopo. Quest'ultima data dovette tuttavia essere rimandata: la First Army riprese i suoi attacchi alle dighe del Roer il 4 febbraio, ma l'avanzata fu più lenta del previsto e la diga principale venne catturata solo il 10 febbraio; prima di cederla agli statunitensi i tedeschi avevano tuttavia distrutto tutte le valvole di regolazione, generando un flusso di acqua continuo che innalzò il livello del Roer al punto da rendere impossibile un attraversamento d'assalto del fiume. L'attacco della Ninth Army dovette quindi essere rimandato fino a che il bacino alle spalle delle dighe non si fosse svuotato del tutto.
I genieri statunitensi calcolarono che il corso del Roer avrebbe raggiunto il punto più basso il 25 febbraio, ma Simpson decise di anticipare i tempi per cogliere di sorpresa i tedeschi e lanciò il suo attacco (operazione Grenade) la mattina del 23 febbraio: preceduti da un pesante bombardamento preliminare, a sud il XIX Corps di McLain passò il fiume davanti Jülich mentre al centro il XIII Corps di Gillem attraversò il Roer sui due lati di Linnich; il XVI Corps di Anderson a nord doveva rimanere in posizione difensiva durante la prima parte dell'offensiva, per poi passare il fiume attraverso la testa di ponte del XIII Corps e prendere Roermond prima di dirigere al ricongiungimento con la First Canadian Army più a nord. L'attacco ebbe un enorme successo: la forte corrente del Roer ostacolò le prime fasi dell'attraversamento d'assalto, ma la resistenza tedesca sulla sponda orientale fu debole anche perché molti reparti erano stati richiamati a nord per fronteggiare la First Canadian Army; per il 25 febbraio Simpson aveva iniziato a far passare il fiume ai suoi reparti corazzati, mentre i contrattacchi tedeschi contro le teste di ponte statunitensi si rivelarono frammentari e furono facilmente respinti. Il terreno alle spalle del Roer era piatto e ideale per le operazioni meccanizzate, e l'avanzata della Ninth Army prese rapidamente slancio: il 1º marzo il XIII Corps prese Mönchengladbach, la più popolosa città tedesca a cadere in mano agli Alleati fino a quel momento, mentre il 2 marzo il XIX Corps raggiunse per primo il Reno a Neuss. Il 3 marzo il XVI Corps si ricongiunse ai reparti della First Canadian Army poco fuori Gheldria, mentre per il successivo 5 marzo il XIII e il XIX Corps erano in posizione sulla riva occidentale del Reno, pur senza essere riusciti a catturare un ponte intatto sul fiume. Le ultime azioni furono portate a termine dal XVI Corps in congiunzione con i reparti anglo-canadesi nella zona di Wesel, fino a che il 10 marzo le ultime truppe tedesche furono evacuate sulla sponda orientale del Reno. Alla conclusione dell'operazione Grenade, la Ninth Army era avanzata di 80 chilometri infliggendo al nemico circa 6000 morti e 30000 prigionieri; le perdite dell'armata ammontavano a circa 7300 uomini.

### Oltre il Reno

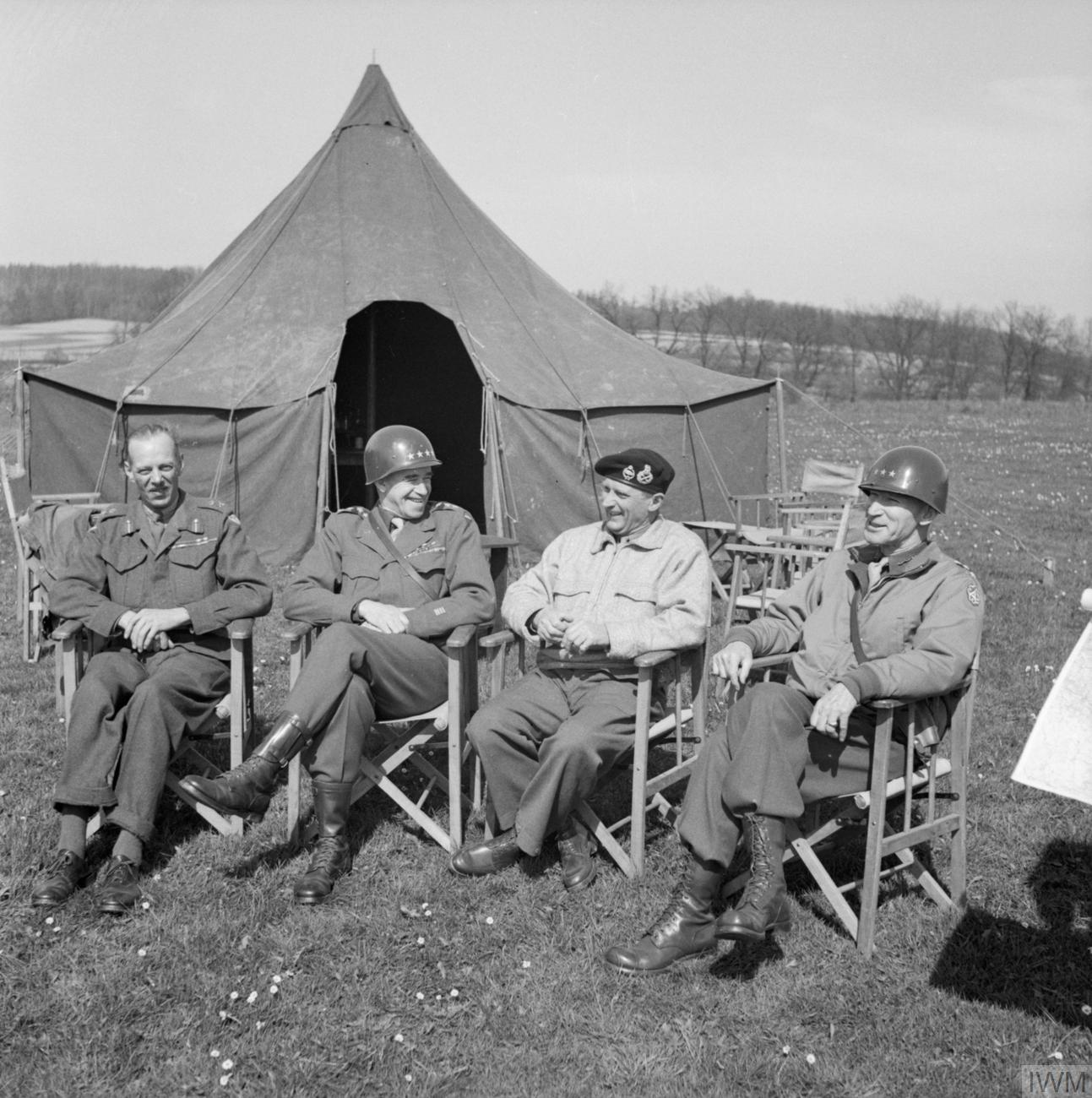
Riunione di alti ufficiali anglo-statunitensi nel 1944: da sinistra, i generali Dempsey (Second Army britannica), Bradley (Twelfth Army Group), Montgomery (21st Army Group) e Simpson (Ninth Army)

Alla conclusione dell'operazione Grenade, la Ninth Army era schierata interamente lungo la sponda occidentale del Reno da Wesel a nord a Düsseldorf a sud; lo schieramento vedeva, da nord a sud, il XVI Corps di Anderson, il XIII Corps di Gillem e il XIX Corps di McLain. Piani per l'attraversamento del Reno erano in fase di elaborazione almeno dal novembre 1944, con una pianificazione di dimensioni quasi simili a quella per lo sbarco in Normandia: l'azione avrebbe visto il 21st Army Group di Montgomery e il Twelfth Army Group agire come i bracci di un'enorme tenaglia volta ad accerchiare la regione della Ruhr, cuore dell'industria bellica tedesca. Per la sua parte di operazione (nome in codice "operazione Plunder") Montgomery decise di affidare il peso principale dell'offensiva alla Second Army del generale Miles Dempsey, portata in linea lungo il Reno sul fianco settentrionale della Ninth Army; gli statunitensi dovevano distaccare un singolo corpo d'armata di due divisioni sotto il comando della Second Army, che sarebbe stato impiegato sulla scia dell'attraversamento dei britannici per sfruttare il successo iniziale. Tale proposta venne vista come un insulto da Simpson, la cui armata veniva fondamentalmente messa in disparte in quella che si preannunciava come un'operazione imponente, e lasciò perplesso lo stesso Dempsey; su proposta dei due generali il piano venne quindi rivisto per includere un contribuo maggiore da parte degli statunitensi. Nell'ambito del nuovo piano la Ninth Army avrebbe passato il fiume d'assalto a partire dalla zona zona di Rheinberg, contemporaneamente ai britannici di Dempesy più a nord, impiegando un intero corpo d'armata; l'incarico fu affidato al XVI Corps di Anderson, la formazione meno esperta nei ranghi della Ninth Army ma rinforzata per l'occasione con divisioni veterane tratte dagli altri corpi d'armata. Dopo l'assalto iniziale il XIX Corps di McLain, radunato nel frattempo nelle retrovie, sarebbe stato portato nella testa di ponte per ampliare lo sfondamento; il XIII Corps di Gillem doveva continuare a presidiare la linea del Reno, conducendo manovre diversive lungo il fiume per sviare l'attenzione dei tedeschi. Il piano così modificato venne approvato il 21 febbraio 1945 con data di avvio prevista per il 31 marzo seguente; quest'ultima venne poi anticipata di una settimana vista la debole resistenza tedesca riscontrata nelle fasi finali dell'operazione Grenade.
Il contributo della Ninth Army all'operazione Plunder di Montgomery, nome in codice "operazione Flashpoint", ebbe inizio nelle prime ore del 24 marzo 1945: preceduto da un imponente bombardamento preparatorio della durata di un'ora, il XVI Corps passò il Reno su imbarcazioni e mezzi anfibi in due punti, uno poco a sud di Wesel e uno a est di Rheinberg, consolidando rapidamente entro la fine del giorno una testa di ponte sulla sponda orientale lunga 16 chilometri e profonda otto chilometri; il successo della Ninth Army fu pagato con meno di 500 perdite in combattimento, mentre i reparti tedeschi che difendevano il fiume furono annientati lasciando più di 2100 prigionieri in mano agli statunitensi. Appena quattro ore dopo il primo attraversamento d'assalto i genieri statunitensi si misero al lavoro su vari ponti gettati attraverso il fiume, i primi dei quali aprirono al traffico nelle prime ore del 25 marzo; il XVI Corps trascorse i giorni seguenti ad ampliare le sue posizioni, mentre i contrattacchi delle riserve corazzate tedesche furono respinti. Per il 29 marzo la testa di ponte era ampia a sufficienza per accogliere anche i reparti del XIX Corps di McLain: Simpson incaricò quest'ultimo di accollarsi il peso principale della spinta in direzione est, mentre il XVI Corps di Anderson doveva piegare verso sud-est e attestarsi sul margine settentrionale della regione della Ruhr; il XIII Corps venne rilevato dal presidio della sponda del Reno dalla nuova Fifteenth United States Army e iniziò a raggrupparsi per trasferirsi sulla sponda opposta e appoggiare lo sfondamento verso est del XIX Corps. Lo sfondamento della Ninth Army poté quindi avere inizio il 30 marzo; per quella data l'operazione di attraversamento del Reno poteva dirsi conclusa con un successo completo: la Ninth Army perse meno di 3000 uomini nell'operazione, prendendo prigionieri più di 9000 soldati tedeschi.

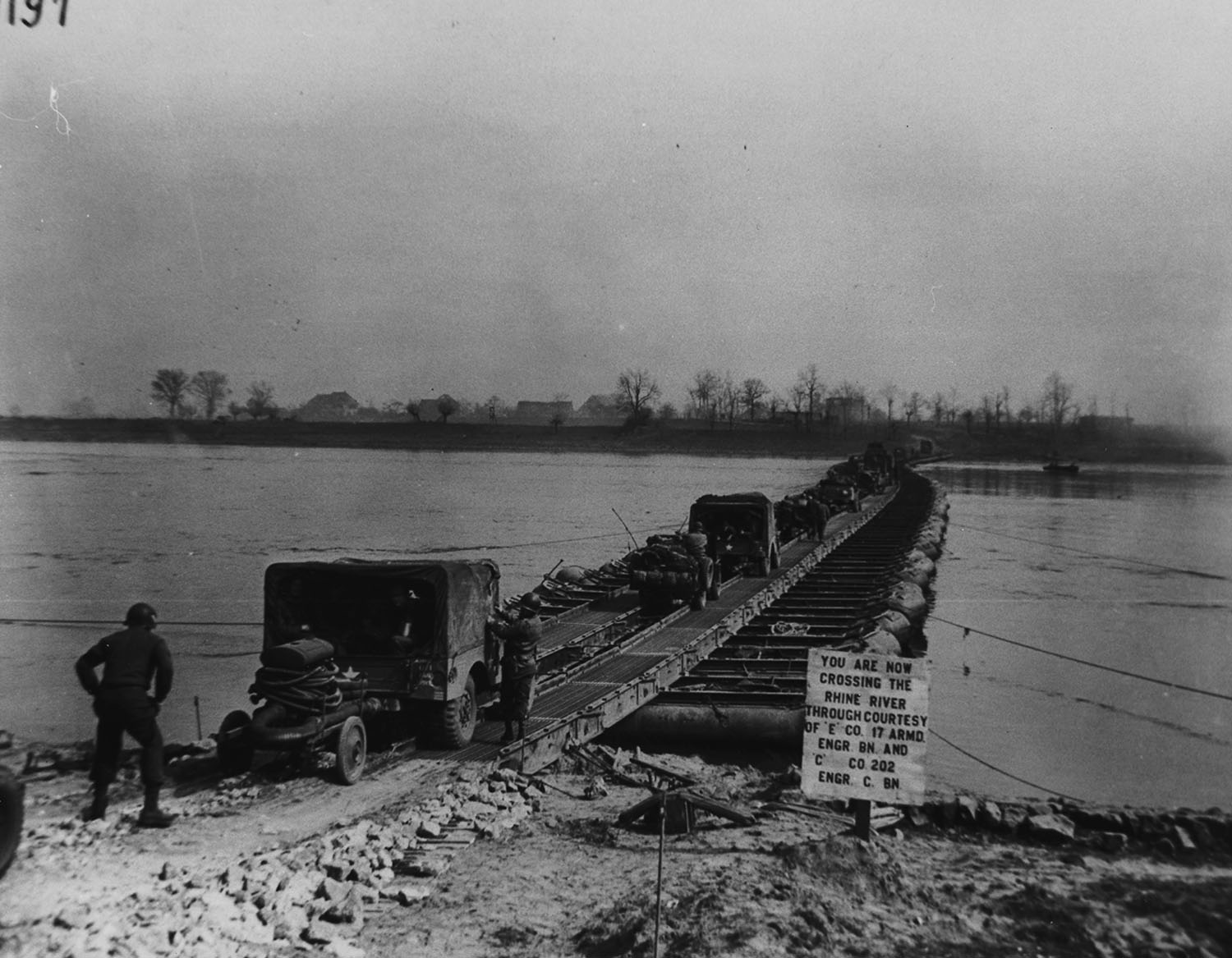
Uno dei ponti costruiti dalla Ninth Army sul Reno dopo il suo attraversamento del marzo 1945

Infranta la barriera del Reno la resistenza tedesca collassò, e l'avanzata della Ninth Army prese rapidamente slancio coordinandosi con la parallela avanzata a sud della Ruhr della First Army, fuoriuscita dalla testa di ponte stabilita attorno a Remagen. Dopo aver coperto un'avanzata di 80 chilometri in tre giorni, il 1º aprile l'avanguardia del XIX Corps si ricongiunse a Lippstadt con l'avanguardia del VII Corps della First Army, intrappolando buona parte dell'Heeresgruppe B tedesco all'interno della Ruhr; la "sacca della Ruhr" aveva un'estensione di 90 chilometri da nord a sud e 112 chilometri da ovest a est, e quando infine collassò il 17 aprile più di 300000 soldati tedeschi divennero prigionieri degli Alleati. Lasciato il XVI Corps e parte del XIX Corps a contenere la sacca da nord, Simpson, tornato ora sotto la direzione operativa del gruppo d'armate di Bradley, spinse il XIII Corps e il resto del XIX Corps in direzione del successivo obiettivo, le rive del fiume Elba; l'accerchiamento delle forze tedesche nella Ruhr aveva aperto uno squarcio enorme nel fronte occidentale, e l'avanzata della Ninth Army procedette speditamente incontrando solo brevi momenti di resistenza a opera di reparti tedeschi sempre più disorganizzati. Superata la regione collinare della Foresta di Teutoburgo, le forze del XIII Corps passarono facilmente la linea del fiume Weser il 5 aprile a Minden mentre il XIX Corps faceva lo stesso ad Hameln; la grande città di Hannover venne occupata il 10 aprile dopo una breve battaglia, e l'11 aprile le prime avanguardie corazzate della Ninth Army raggiunsero l'Elba nei pressi di Magdeburgo e più a sud a Schönebeck: in diciannove giorni la Ninth Army era avanzata di 360 chilometri dal Reno fino a raggiungere, prima tra le armate degli Alleati, le rive dell'Elba. Entro il 12 aprile tanto il XIX Corps a sud quanto il XIII Corps a nord avevano consolidato le loro posizioni sull'Elba: quello stesso 12 aprile il XIII Corps catturò intatto un ponte sull'Elba a Tangermünde e stabilì una posizione avanzata sulla sponda orientale, diventando così l'unità statunitense più vicina a Berlino, distante non più di 85 chilometri verso est.

### La fine della guerra

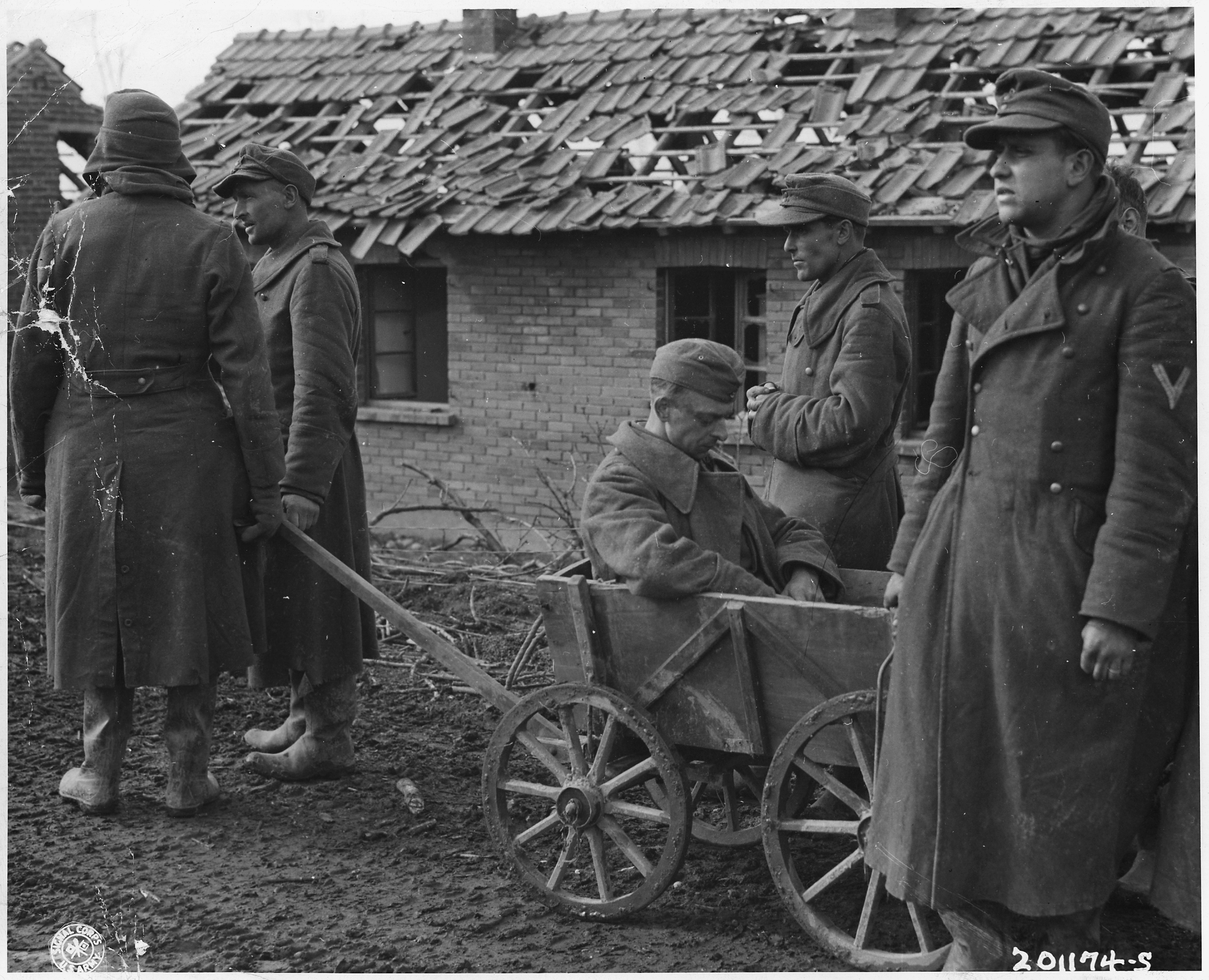
Prigionieri tedeschi catturati dalla Ninth Army nel febbraio 1945

Tutto l'alto comando della Ninth Army si aspettava che la prossima mossa fosse un attacco diretto alla capitale tedesca, ma il 15 aprile Simpson ricevette l'ordine di fermare l'avanzata: Berlino si trovava nella zona di occupazione della Germania spettante all'Unione Sovietica, ed Eisenhower non aveva intenzione di impegnare i suoi uomini in una sanguinosa battaglia casa per casa per conquistare un obiettivo puramente simbolico che sarebbe comunque stato poi ceduto ai sovietici; la Ninth Army ricevette istruzione di mantenere la testa di ponte stabilita ad est dell'Elba in modo da rappresentare una minaccia potenziale allo schieramento tedesco, ma il fiume fu designato come estremo limite orientale dell'avanzata statunitense in Germania. L'armata di Simpson portò a termine un'ultima operazione offensiva il 18 aprile quando il XIX Corps si assicurò il possesso di Magdeburgo, ma per il resto le operazioni si ridussero a rastrellamenti delle sacche di resistenza tedesche lasciate indietro dall'avanzata, in particolare nella zona montuosa dello Harz; il quartier generale della Ninth Army, dopo vari spostamenti, si stabilì il 23 aprile a Braunschweig. Il 30 aprile le prime avanguardie dell'Armata Rossa raggiunsero nei pressi di Zerbst gli avamposti della Ninth Army sull'Elba, e un collegamento ancora più solido con i sovietici fu stabilito dal XIII Corps il 2 maggio seguente; molte unità tedesche in fuga dall'avanzata sovietica a est raggiunsero le linee della Ninth Army per arrendersi spontaneamente agli statunitensi: tra il 2 e il 4 maggio, senza aver dovuto sostenere alcun combattimento, l'armata di Simpson segnalò la cattura di più di 100000 soldati tedeschi, mentre in tutto il periodo aprile-maggio 1945 il numero dei prigionieri catturati dalla Ninth Army superò i 584000. Il 6 maggio la Ninth Army cedette ai reparti sovietici la sua testa di ponte a oriente dell'Elba; il 9 maggio entrò formalmente in vigore la capitolazione della Germania nazista e tutte le operazioni di combattimento ebbero fine.
Nell'immediato dopoguerra la Ninth Army fu designata come forza di occupazione nella Germania centrale, assumendo il controllo anche delle zone occupate dalla First Army; il VII e il VIII Corps della First Army passarono sotto la direzione del quartier generale della Ninth Army. Le attività dell'armata in questo periodo riguardarono principalmente l'amministrazione dei territori occupati, il ripristino delle infrastrutture e delle attività economiche essenziali, il ricovero e rimpatrio dei prigionieri di guerra e dei lavoratori forzati alleati liberati, il disarmo delle forze militari tedesche e il ripristino delle strutture di governo civili. Con la definizione dei confini delle zone di occupazione della Germania concordate tra i paesi alleati, a metà maggio la Ninth Army iniziò progressivamente a ritirarsi dalle regioni spettanti a sovietici e britannici e a rimandare in Francia alcuni dei suoi comandi di corpo d'armata in vista del loro rimpatrio negli Stati Uniti; entro il 14 giugno 1945 la zona di controllo della Ninth Army si era ristretta a una fascia di territorio compresa tra Coblenza a ovest e Lipsia ad est, presidiata da tre comandi di corpo d'armata (VIII, XIX e XXI Corps). Il 15 giugno la Ninth Army cedette tutte le sue funzioni di forza di occupazione al quartier generale della Seventh United States Army e avviò le procedure di rimpatrio negli Stati Uniti, in vista di un futuro possibile impiego sul fronte del Pacifico contro il Giappone; il 20 giugno il generale Simpson rientrò negli Stati Uniti, mentre il quartier generale della Ninth Army, ora sotto la guida del generale Roy V. Rickard, lasciò Braunschweig l'8 luglio per trasferirsi a Deauville in Francia. Il 18 luglio il personale di comando della Ninth Army si imbarcò per gli Stati Uniti a Le Havre, arrivando a destinazione a New York in più scaglioni tra il 27 luglio e il 6 agosto; inizialmente collocata a Camp Shanks nello Stato di New York, la sede del comando della Ninth Army fu ricollocata a Fort Bragg in Carolina del Nord a metà settembre, quando anche le operazioni belliche contro il Giappone erano ormai cessate del tutto. Il 10 ottobre 1945 il quartier generale della Ninth Army fu formalmente disattivato.

## Ordine di battaglia
Settembre 1944
- VIII Corps - generale Troy H. Middleton
  - 6th Armored Division
  - 2nd Infantry Division
  - 8th Infantry Division
  - 29th Infantry Division
  - 83rd Infantry Division

Novembre 1944
- XIII Corps - generale Alvan Cullom Gillem Jr.
  - 83rd Infantry Division
  - 102nd Infantry Division
- XIX Corps - generale Raymond S. McLain
  - 2nd Armored Division
  - 29th Infantry Division
  - 30th Infantry Division

Febbraio 1945
- XIII Corps - generale Alvan Cullom Gillem Jr.
  - 5th Armored Division
  - 102nd Infantry Division
  - 84th Infantry Division
- XVI Corps - generale John B. Anderson
  - 8th Armored Division
  - 35th Infantry Division
  - 79th Infantry Division
- XIX Corps - generale Raymond S. McLain
  - 2nd Armored Division
  - 29th Infantry Division
  - 30th Infantry Division
  - 83rd Infantry Division